# ألبرت دبليو. بيرس
ألبرت دبليو. بيرس (بالإنجليزية: Ebenezer W. Peirce) هو عسكري أمريكي، ولد في 10 أبريل 1822 في ماساتشوستس في الولايات المتحدة، وتوفي في 14 أغسطس 1902.